# Otto Wächter

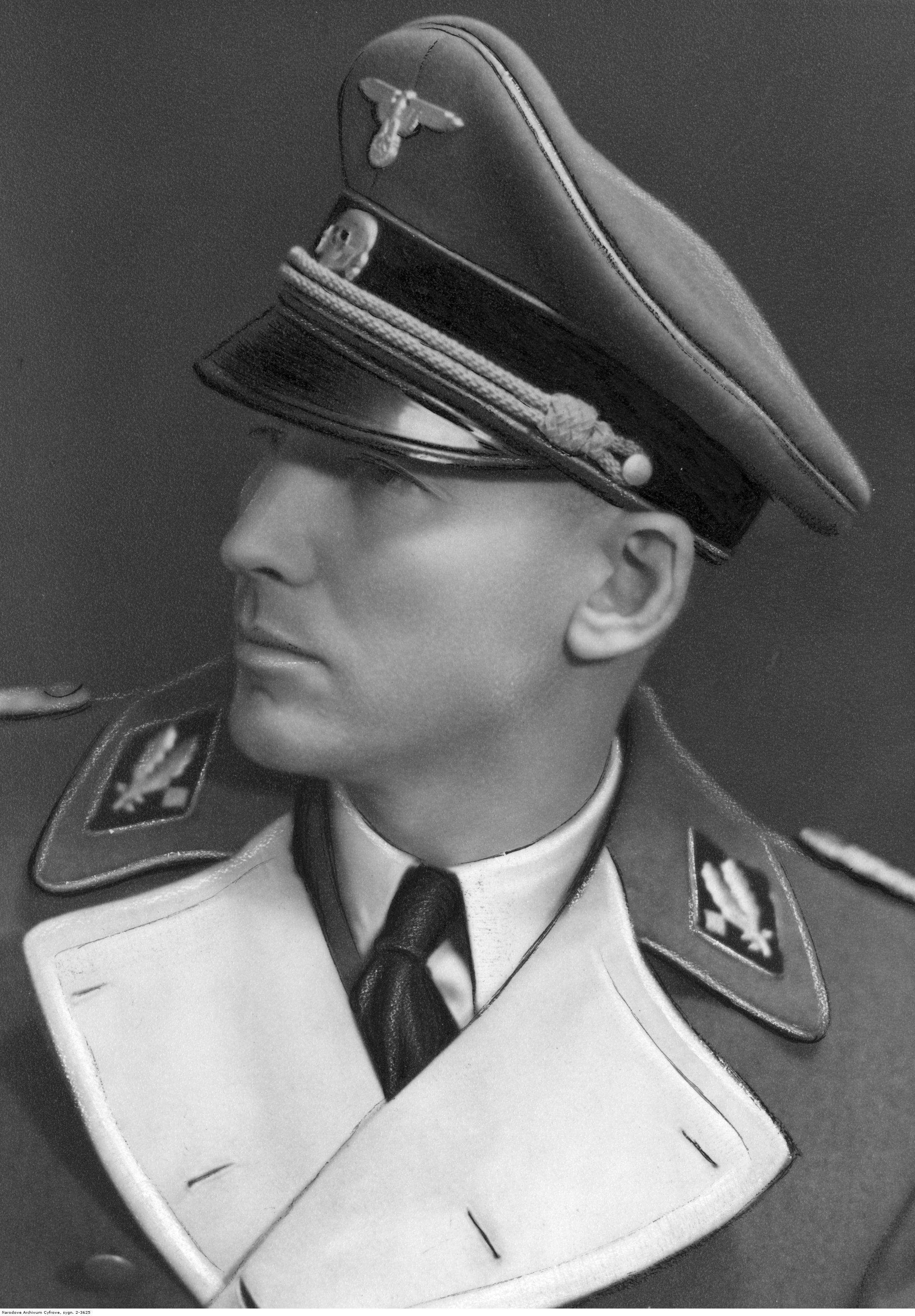
Otto Wächter

Otto Gustav Wächter (* 8. Juli 1901 in Wien, Österreich; † 14. Juli 1949 in Rom, 1918 bis 1919 Freiherr von Wächter) war ein österreichischer Jurist, nationalsozialistischer Politiker und SS-Führer, zuletzt im Rang eines SS-Gruppenführers und Generalleutnants der Polizei. Während des Zweiten Weltkriegs fungierte er im besetzten Polen als Gouverneur des Distrikts Krakau (1939–1942) und des Distrikt Galizien (1942–1944).

## Leben

### Jugend und beruflicher Werdegang
Otto Wächter war Sohn des späteren österreichischen Heeresministers Josef Wächter, der im August 1918 zum Ritter des Militär-Maria-Theresien-Ordens ernannt wurde, mit dem auch die Verleihung des Freiherrentitels verbunden war.
Mit dem Adelsaufhebungsgesetz 1919 wurden der Titel und das Adelsprädikat „von“ wieder aus dem Familiennamen entfernt. Otto Wächter hatte zwei Schwestern und wuchs im damals österreichischen Triest, wo er die deutsche Volksschule besuchte, und während des Ersten Weltkriegs in Budweis auf.
Wächter studierte nach der bestandenen Matura ab 1919 Rechtswissenschaft an der Universität Wien. Er war Sportler und wurde mit dem Wiener Ruderverein Donauhort Meister im Achter. Er promovierte 1924 zum Dr. jur. Danach war er zunächst am Oberlandesgericht Wien und ab 1929 als Strafverteidiger tätig. Von Anfang Jänner 1932 bis Juli 1934 betätigte sich Wächter als Rechtsanwalt. Im Jahre 1932 heiratete er die dem Großbürgertum entstammende Charlotte Bleckmann, Enkelin des Stahlindustriellen Johann H. A. Bleckmann. Das Paar hatte sechs Kinder.

### Aufstieg in der NSDAP
Von 1919 bis 1922 gehörte Wächter dem Freikorps Deutsche Wehr an, er trat 1923 der Wiener SA bei. Der NSDAP gehörte er erstmals ab Oktober 1923 an, ließ seine Mitgliedschaft aber aufgrund parteiinterner Konflikte ab Ende 1924/Anfang 1925 ruhen. Am 24. Oktober 1930 trat er der NSDAP bei (Mitgliedsnummer 301.093). Ab 1931 war er Gauamtsleiter in Wien und Hauptschulungsleiter der NSDAP in Österreich. Wächter trat 1932 in die SS (SS-Nummer 235.338) ein. Er war auch „Parteianwalt“ und nach dem NSDAP-Verbot in Österreich ab Sommer 1933 als Sonderbeauftragter der Landesleitung zu Verhandlungen mit österreichischen Regierungsstellen beauftragt. Im Jänner 1934 beteiligte er sich an der Befreiung Josef Fitzthums aus dem Wiener Landesgericht.
Laut dem österreichischen Bischof Alois Hudal soll Wächter beim Juliputsch 1934 den Angriffsbefehl im Zuge der Ermordung des österreichischen Bundeskanzlers Engelbert Dollfuß gegeben haben. Jedenfalls war er der Hauptorganisator des Putsches und dessen politischer Leiter. Der Putsch, der aufgrund mangelhafter Planung und Ausführung scheiterte, zwang ihn, aus Österreich zu fliehen. Der deutsche Militärattaché Wolfgang Muff versteckte Wächter nach dem Scheitern in seinem Haus und half ihm, weiter nach Deutschland zu gelangen. Er nahm ab diesem Zeitpunkt den Namen „Wartenberg“ an. Infolge seiner Flucht in das Deutsche Reich wurde ihm die österreichische Staatsbürgerschaft aberkannt. Er wurde ins Deutsche Reich eingebürgert und erhielt die Zulassung zur großen Staatsprüfung für die Befähigung zum Richteramt. Ende 1936 zog auch seine Frau mit den zwei Kindern nach Berlin. 
Zum Anlass der Rede Hitlers auf dem Balkon der Hofburg am Wiener Heldenplatz organisierte seine Frau die Rückkehr nach Wien, und das Paar stand mit anderen ausgewählten Nazi-Größen hinter Hitler in der Gruppe auf dem Balkon. Nach dem „Anschluss Österreichs“ war Wächter vom 24. Mai 1938 bis zum 30. April 1939 als personalpolitischer Referent des Reichskommissars für die Wiedervereinigung Österreichs mit dem Deutschen Reich Josef Bürckel im Rang eines Staatssekretärs tätig. In dieser Funktion ließ er Beamte aus dem österreichischen Behördenapparat, die dem NS-Regime nicht als zuverlässig galten, und alle Beamten, die vonseiten der Nazis als Juden deklariert wurden, entfernen. Diese Entlassung führte viele der Betroffenen direkt ins KZ und in den Tod.

### Gouverneur im besetzten Polen

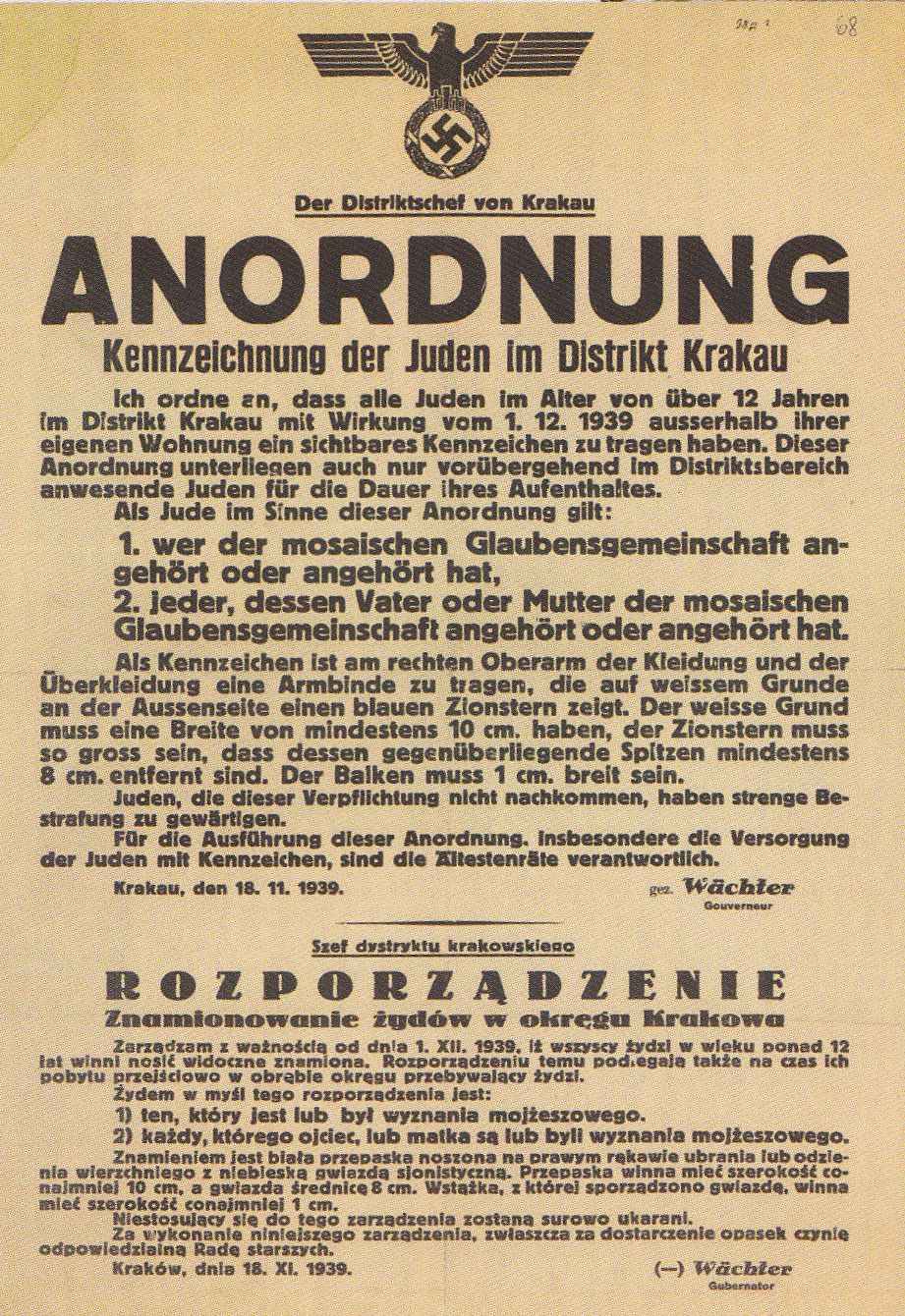
Erste Amtshandlung in Krakau

Im Zuge der Besetzung Polens wurde Wächter Anfang November 1939 zum Gouverneur des Distrikts Krakau ernannt. Dort war er auch Distriktstandortführer der NSDAP und Leiter der Kommission für Flüchtlingsfragen. Im Dezember 1939 untersagte Wächter jüdischen Kindern den Schulbesuch in allen öffentlichen, privaten und „Judenschulen“. Er erörterte ferner mit Hans Frank und Friedrich-Wilhelm Krüger Methoden, um mehr polnische Zwangsarbeiter für den Einsatz in Deutschland rekrutieren zu können.  Am 18. Dezember 1939 überwachte er persönlich die Erschießung von 50 polnischen Geiseln als Vergeltungsaktion für einen tödlichen Anschlag auf zwei deutsche Soldaten seitens des polnischen Widerstandes in Bochnia. Diese Erschießung, die auf den persönlichen Befehl Hitlers stattfand, war die erste derartige und ein Muster für alle weiteren derartigen Geiselerschießungen seitens der Nazis in besetzten Gebieten. Im Mai 1940 ordnete er an, dass Tausende von Juden Krakau zu verlassen hätten. Er ordnete persönlich die Errichtung des Krakauer Ghettos an, das später durch das Filmdrama Schindlers Liste weltbekannt wurde.
Am 21. Jänner 1942 wurde Wächter Gouverneur des Distrikts Galizien und folgte somit dem beurlaubten Karl Lasch nach. Den Posten des Gouverneurs von Krakau übernahm Richard Wendler. Ab Februar 1942 kam es zu lang anhaltenden Konflikten zwischen dem Höheren SS- und Polizeiführer (HSSPF) Ost Friedrich-Wilhelm Krüger und Wächter. Krüger warf Wächter unter anderem vor, im Generalgouvernement ausschließlich als Politiker, aber nicht als SS-Führer zu agieren. Ab Oktober 1942 war Wächter zudem SS-Führer im Stab des SS-Oberabschnitts Ost. Wächter vertrat in seinem dienstlichen Schriftverkehr und seinen mündlichen Äußerungen immer Hans Franks harte Haltung zur Endlösung der Judenfrage. Zu deren Durchsetzung hatte Wächter viele verlässliche österreichische „alte Kämpfer“ mitgenommen. Die meisten dieser Mitarbeiter lebten wie Kolonialbeamte im Luxus inmitten der armen Bevölkerung, wobei Korruption und Trunksucht an der Tagesordnung waren.
Obwohl Himmler ihm die Möglichkeit anbot, nach Wien versetzt zu werden, entschied sich Wächter, in Lemberg zu bleiben und die Aufgaben der Zivilverwaltung bei der „Großen Aktion“ zur Vernichtung der Juden im Distrikt Lemberg zu übernehmen. Damit ist er direkt für mindestens eine halbe Million Holocaust-Opfer in seinem Verwaltungsgebiet verantwortlich. Nach dem Krieg vor allem von Fritz Katzmann aufgestellte Behauptungen, dass er angeblich als Zivilverwaltungsleiter nichts mit dieser Aktion zu tun gehabt hätte, werden als durchschaubare Schutzbehauptungen historisch entsprechend eingeordnet. Wächter erwirkte ab 1943 die Aufstellung der 14. Waffen-Grenadier-Division der SS (galizische Nr. 1), bestehend aus ukrainischen Freiwilligen. Dies war seine persönliche Idee, und er war die treibende Kraft dahinter. Diese wurde zu Ende des Krieges in Ukrainische Befreiungsarmee umbenannt und war in zahlreiche Kriegsverbrechen verwickelt.
Im Mai 1944 erreichte Wächter den Rang eines SS-Gruppenführers. Nachdem der Distrikt Galizien im Sommer 1944 von der Roten Armee eingenommen worden war, wurde er im August 1944 hauptamtlicher SS-Führer, zugleich ernannte ihn Himmler zum Generalleutnant der Polizei. Im September 1944 erhielt Wächter den Posten des Militärverwaltungschefs im deutsch besetzten Norditalien. In der Endphase des Zweiten Weltkrieges leitete Wächter noch den Bereich der Ostangelegenheiten im Reichssicherheitshauptamt (RSHA).

### Flucht und Tod
Am 10. Mai 1945 floh Wächter von Tamsweg im Bundesland Salzburg über das benachbarte Mariapfarr in die umliegenden Berge, wo er sich während fast vier Jahren – zusammen mit einem aus Italien zurückgekehrten jungen SS-Mann – in immer wechselnden Almhütten zwischen Salzburg und Zell am See versteckte. Bei konspirativen Treffen wurde er von seiner Frau Charlotte mit Esswaren, Schuhen und Kleidung versorgt. Am 16. Februar 1949 verließ er Österreich in Richtung Südtirol, wo er zunächst bei Bekannten unterkam. Auf der sogenannten Rattenlinie fuhr er Ende April 1949, in der Hoffnung, sich nach Südamerika absetzen zu können, mit dem Zug nach Rom. Unter dem Pseudonym Alfredo Reinhardt fand er in Rom mithilfe des (damals auch für einen amerikanischen Geheimdienst arbeitenden) österreichischen Bischofs Alois Hudal Zuflucht in einem katholischen Kollegium und verstarb dort vermutlich an einer Infektion am 14. Juli 1949. Nach späteren Angaben Hudals, die aber einer historischen Überprüfung kaum standhalten und wohl die Rolle Hudals in der Öffentlichkeit beschönigen sollten, starb er nach einem Treffen mit einem Geheimdienstmitarbeiter an einer Vergiftung.

## Erbe

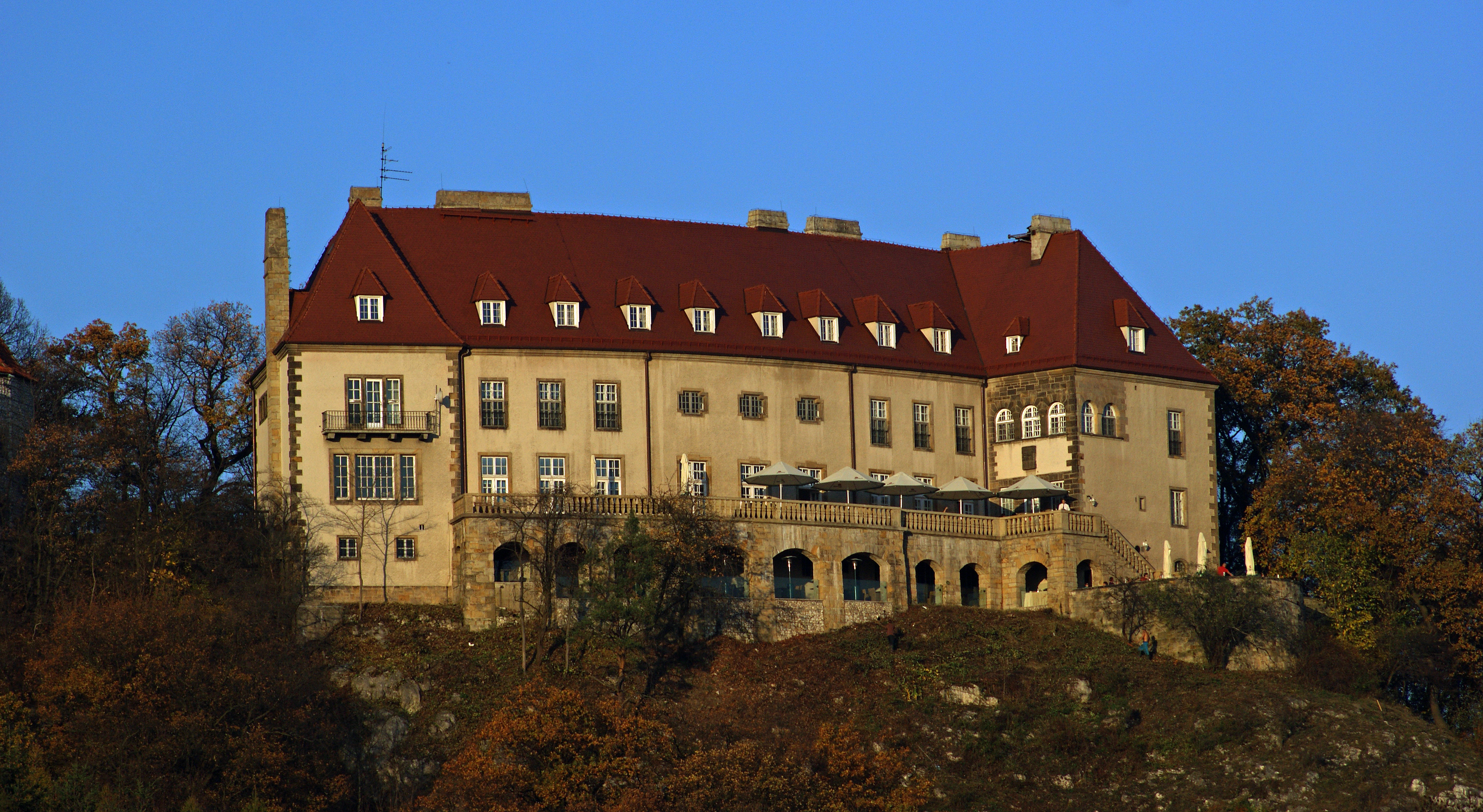
Schloss Wartenberg in Krakau.

Das Ehepaar Otto und Charlotte Wächter eignete sich in mehreren Bereichen fremdes Eigentum an. In Wien übernahmen sie die Villa Mendl der Besitzerfamilie der Ankerbrot-Fabrik in der exquisitesten Lage auf der Hohen Warte im 19. Wiener Bezirk. In Thumersbach bei Zell am See übernahmen sie das Wohnhaus des Salzburger Landeshauptmannes Franz Rehrl, der im Zuge des Anschlusses Österreichs abgesetzt und ins KZ verbracht worden war. Bei Krakau ließen sie sich den Besitz einer enteigneten polnischen Familie zu einem Schloss umbauen und großteils neu errichten. Sie gaben dem Schloss den Namen „Wartenberg“, den Wächter auf seiner Flucht aus Österreich angenommen hatte, heute heißt es Zamek w Przegorzałach. Da Wächter noch vor Beendigung des Baues nach Lemberg versetzt worden war, wurde das Schloss von der Familie Wächter nie bezogen.
Aus dem Nationalmuseum in Krakau entwendete Charlotte Wächter zahlreiche Kunstwerke von Weltgeltung, die sie nach Österreich mitnahm, nach dem Krieg verkaufte bzw. ihren Kindern vererbte; darunter eine bis heute verschwundene Kopie des Bildes Der Kampf zwischen Karneval und Fasten von Pieter Bruegel dem Älteren, die dem Museum 1937 von Stanisław Ursyn Rusiecki gestiftet worden war.
Wächters Sohn, Horst Wächter, gab im Jahr 2017 ein Aquarellbild und eine historische Landkarte, die sein Vater während des Zweiten Weltkriegs in Krakau geraubt hatte, an die Behörden der Stadt zurück.
Zudem stellte Horst Wächter dem United States Holocaust Memorial Museum das Familienarchiv mit den noch vorhandenen Dokumenten seiner Eltern zur Verfügung, die heute für jedermann im Internet abrufbar sind. Auf Basis dieser Dokumente schrieb Philippe Sands das Buch The Ratline, auf Deutsch Die Rattenlinie, das in zahlreiche Sprachen übersetzt wurde. Mit dem problematischen Erbe seiner Eltern erwarb Horst Wächter Schloss Hagenberg im Weinviertel in Österreich, wo er auch – unterstützt von inzwischen neuen Besitzern – versucht, die Erzählung aufrechtzuerhalten, dass sein Vater ein „guter Nazi“ gewesen sei und mit Verbrechen nichts zu tun gehabt habe. Horst Wächters Tochter, Magdalena Wächter-Stanfel, erkennt die Untaten ihrer Großeltern als historische Fakten an und bezieht dazu im Sinne einer Aufarbeitung öffentlich Stellung. Damit steht sie im Konflikt mit ihrem Vater und der Familie.
2015 war Horst Wächter neben Niklas Frank, Sohn von Generalgouverneur und einer der NS-Hauptkriegsverbrecher Hans Frank, Protagonist in dem Dokumentarfilm What Our Fathers Did: A Nazi Legacy. Für den Film reisten die beiden ehemaligen Jugendfreunde gemeinsam nach Polen und in die Ukraine, wo Frank versuchte, Wächter davon zu überzeugen, die Schuld seines Vaters einzugestehen.